# Lenguas sudarábigas antiguas
Las lenguas sudarábigas antiguas, también llamadas ṣayhádicas o   yemenitas,  son un grupo de cuatro lenguas extintas estrechamente relacionadas que se hablaban en el extremo sur de la península arábiga. Se escribían usando el alfabeto sudarábigo.
Aparte de estas cuatro, también había una serie de otras lenguas sudarábigas (por ejemplo el awsānio) de las cuales ha sobrevivido muy poca evidencia. Un par de posibles idiomas sayhádicos sobrevivientes son los atestiguados  idioma razihi e idioma faifi que se hablan en el extremo noroeste de Yemen, aunque estas variedades de habla tienen características tanto árabes como sayhádicas, por lo que es difícil clasificarlas sea como dialectos árabes con un sustrato sayhádico o como lenguas sayhádicas reestructuradas bajo la presión del árabe.
Los cuatro idiomas sayhádicos principales son el sabaeo, el mineo (o madhábico), el qatabanita y el hadramita.

## Problemas de clasificación
Originalmente se pensó que los cuatro miembros de este grupo eran dialectos de un antiguo idioma árabe del sur, pero a mediados del siglo XX, el lingüista Alfred Felix Landon Beeston finalmente demostró que, de hecho, constituían idiomas independientes.
Los antiguos idiomas sudarábigos se clasificaron originalmente (en parte sobre la base de la geografía) como semíticos del sur, junto con el árabe, el sudarábigo moderno y semítico etíope; Sin embargo, más recientemente, se ha utilizado una nueva clasificación que coloca al sudarábigo antiguo, junto con el árabe, el ugarítico, el arameo y el cananeo en un grupo semítico central; dejando el sudarábigo moderno y el etíope en un grupo separado. Esta nueva clasificación se basa en que el árabe, el sudarábigo antiguo  y el semítico noroccidental (ugarítico, arameo y cananeo) comparten una innovación en el sistema verbal, un imperfecto que toma la forma *yVqtVl-u (los otros grupos tienen *yVqattVl); Nebes mostró que el sabeo al menos tenía la forma yVqtVl en el imperfecto.
Aunque ahora se acepta que las cuatro lenguas principales se consideren independientes, están claramente relacionadas lingüísticamente y derivan de un ancestro común porque comparten ciertas innovaciones morfológicas. Una de las isoglosas más importantes retenidas en los cuatro idiomas es el artículo definido con el sufijo -(h)n. Sin embargo, existen diferencias significativas entre los idiomas.
El sayhádico tenía su propio sistema de escritura, la antigua escritura monumental sudarábiga, o musnad, que constaba de 29 grafemas utilizados también tanto para el proto-Geʿez en el Reino de Dʿmt, que en última instancia compartía un origen común con los otros alfabetos semíticos: el alfabeto protosinaítico. También se han descubierto inscripciones en otra letra cursiva minúscula escrita en palos de madera.
La última inscripción de estos idiomas se remonta al año 554 d. C., 60 años antes de la aparición del Islam.

## Idiomas
El antiguo árabe del sur comprendía varios idiomas; los siguientes son los que se han conservado por escrito (las fechas siguen la llamada cronología larga). Además de estos, al menos el razihi puede ser una lengua de Arabia del Sur antiguo superviviente.
- Sabaeo : la lengua del Reino de Saba y más tarde también de Ḥimyar ; también documentado en el reino eritreo de Da'amot ;[10] muy bien documentado, ca. 6000 inscripciones
  - Antiguo Sabeo : siglo VIII al II a. C.
  - Sabeo medio : siglo I a. C. hasta el siglo IV d. C. (el idioma mejor documentado)[11]
    - Ḥaramítico : el idioma del área al norte de Ma'īn[12]
    - Sabeo central : el idioma de las inscripciones del corazón Saba
    - Sabaean sur : el idioma de las inscripciones de Radman y Ḥimyar
    - "Pseudo-Sabeo ": el lenguaje literario de las tribus árabes en Najrān, Haram y Qaryat al-Fāw
    - Sabeo tardío : siglos V y VI d. C.
- Mineo : (también llamado madhábico): el idioma de las ciudades estado en al-Jawf, con la excepción de Haram, especialmente el estado posterior escasamente poblado de Ma'in (registrado desde el siglo VIII hasta el siglo II a. C.). También se han encontrado inscripciones fuera de Ma'īn en las colonias comerciales de Dedan y Madā'in Ṣāliḥ, en Egipto y también en Delos. (ca. 500 inscripciones)
- Qatabānita : el idioma del reino de Qatabān, registrado desde el siglo V a. C. hasta el siglo II (apenas 2000 inscripciones)
  - Awsānio : el idioma del reino de Awsān, apenas registrado (ca. 25 inscripciones, siglo VIII hasta aproximadamente el siglo I d. C.). Indistinguible del qatabanita.
  - Otras variedades como el idioma de la tribu de Radmān
- Hadramita: el idioma de Ḥaḑramaut, con una inscripción adicional hallada en la isla griega de Delos. siglo V a. C. hasta el siglo IV d. C., con ca. 1000 inscripciones.

## Registros escritos
El sudarábigo antiguo se escribió en el alfabeto sudarábigo antiguo, un alfabeto consonántica que podría derivar del alfabeto fenicio. Comparado con otras partes del mundo antiguo, Palestina por ejemplo, el número de inscripciones supervivientes es muy alto. Existe alrededor de 10,000 inscripciones. El léxico del sabeo contiene alrededor de 2.500 palabras.

### Categorías de registros escritos
1. Inscripciones en piedra
  1. Inscripciones votivas, que a menudo conservan relatos históricos de los eventos que llevaron a la dedicación.
  2. Inscripciones en edificios: dan los nombres de la persona que encargó el trabajo y las circunstancias históricas, entre otras cosas
  3. Leyes y legislación
  4. Protocolos y escrituras
  5. Inscripciones escritas para expiación o arrepentimiento
  6. Grafiti en rocas
2. Textos literarios: si alguna vez existió un gran número de tales textos, se han perdido casi por completo.
3. Inscripciones en cilindros de madera (solo sabeo medio y hadramita). Hay alrededor de 1000 hasta ahora; muy pocos publicados, en su mayoría de Nashshān, en Wādī Madhāb.[13]
  1. Textos privados
  2. Contratos y pedidos
4. Inscripciones en objetos cotidianos.

Las inscripciones en piedra muestran una redacción y expresión muy formal y precisa, mientras que el estilo de las inscripciones en madera escritas en letra cursiva es mucho más informal.

## Fonología
|                   |              | Bilabial | Dental      | Dental   | Alveolar    | Alveolar | Postalveolar | Palatal | Velar | Uvular | Fáringea | Glotal |
| Sin énfasis       | Enfática     | Bilabial | Sin énfasis | Enfática |             |          | Postalveolar | Palatal | Velar | Uvular | Fáringea | Glotal |
| ----------------- | ------------ | -------- | ----------- | -------- | ----------- | -------- | ------------ | ------- | ----- | ------ | -------- | ------ |
| Oclusivas         | Sordas       |          |             |          | t           | tˀ (ṭ)   |              |         | k     | q      |          | ʔ ( ʾ) |
| Oclusivas         | Sonoras      | b        |             |          | d           |          |              |         | ɡ (g) |        |          |        |
| Fricativas        | Sordas       | f        | θ (ṯ)       | θˀ (ẓ)   | s (s 3 / ś) | sˀ (ṣ)   | ʃ (s 1 / s)  |         | x (ḫ) |        | ħ (ḥ)    | h      |
| Fricativas        | Sonoras      |          | ð (ḏ)       |          | z           |          |              |         | ɣ (ġ) |        | ʕ (ˀ)    |        |
| Nasales           | Nasales      | m        |             |          | n           |          |              |         |       |        |          |        |
| Laterales         | Laterales    |          |             |          | l           |          |              |         |       |        |          |        |
| Líquidas          | Líquidas     |          |             |          | r           |          |              |         |       |        |          |        |
| Aproximantes      | Aproximantes | w        |             |          |             |          |              | j ( y)  |       |        |          |        |
| Fricativa lateral | Sordas       |          |             |          | ɬ (s2 / š)  | ɬˀ (ḍ)   |              |         |       |        |          |        |

## Historia de la investigación y la docencia.
Aunque las inscripciones de la Arabia del Sur antigua ya se conocían en el siglo XVIII, fueron Wilhelm Gesenius (1786-1842) y su alumno Emil Rödiger quienes finalmente emprendieron el descifrado de la escritura, en realidad independientemente el uno del otro, en los años 1841 y 42. Más tarde, en la segunda mitad del siglo XIX, Joseph Halévy y Eduard Glaser trajeron a Europa cientos de inscripciones sudarábigas, calcos y copias. Sobre la base de esta gran cantidad de material, Fritz Hommel preparó una selección de textos en 1893 junto con un intento de gramática. Más tarde, el experto en sabeo, Nikolaus Rhodokanakis, dio pasos especialmente importantes hacia la comprensión del sudarábigo antiguo.
Desde la década de 1970 se ha abierto un campo completamente nuevo de la escritura y los textos sudarábigos con el descubrimiento de cilindros de madera con sabeo escrito a pluma. Su escritura desconocida y numerosas palabras incomprensibles presentaron nuevos problemas a los estudiosos del sabeo y hasta el día de hoy los cilindros de madera no se comprenden completamente.
En el mundo de habla alemana, el sudarábigo antiguo se enseña en el marco de los estudios semíticos y no se ha dedicado ninguna cátedra universitaria independiente a estos estudios. Aprender sudarábigo al menos fomenta el conocimiento del estudiante de las características semíticas al presentarle un ejemplo menos bien conservado del grupo. Los estudiantes normalmente comienzan a aprender la gramática sudarábiga y finalmente leen algunos de los textos más largos.